# Metallolophia vitticosta
Metallolophia vitticosta är en fjärilsart som beskrevs av Walker 1860. Metallolophia vitticosta ingår i släktet Metallolophia och familjen mätare. Inga underarter finns listade i Catalogue of Life.